# Sonoluminiscencia

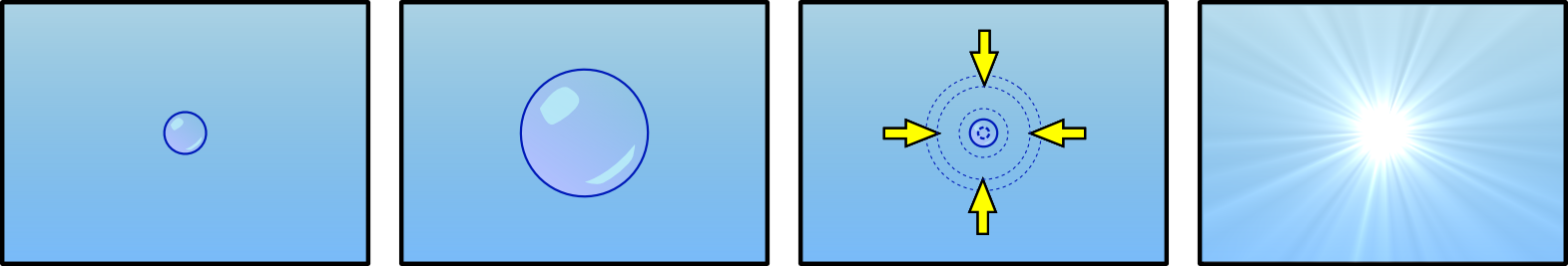
Esquema del fenómeno de sonoluminiscencia. De izquierda a derecha: aparición de una burbuja, expansión lenta, contracción rápida y emisión de luz.

La sonoluminiscencia es un fenómeno físico caracterizado por la emisión de luz en líquidos sometidos a ultrasonidos. Según la teoría más aceptada el ultrasonido genera cavidades (burbujas) que colapsan rápidamente. En el colapso se generan temperaturas muy elevadas que pueden alcanzar los 30 000 °C. En estas condiciones los electrones se separan de los núcleos de los átomos y se genera un plasma. Este emitiría la luz observada.

## Historia
La sonoluminiscencia fue descubierta en la Universidad de Colonia en 1934 por H. Frenzel y H. Schultes mientras realizaban experimentos sobre el sónar. En los años 1980 D. Felipe Gaitan y Lawrence Crum consiguieron producir una única burbuja sonoluminiscente. En el año 2005 un experimento llevado a cabo por el equipo de D. Flanningan permitió medir la temperatura alcanzada en el interior de la burbuja donde se pueden alcanzar temperaturas de hasta 15.000 K. Aunque algunos experimentos parecen mostrar que se alcanzan temperaturas superiores en torno a 106 K, temperaturas tan altas no han sido confirmadas.
La sonoluminiscencia puede ocurrir o no siempre que una onda sonora de intensidad suficiente induzca una cavidad gaseosa dentro de un líquido a un contracción rápida. Esta cavidad puede tomar la forma de una burbuja preexistente, o puede generarse a través de un proceso conocido como la cavitación. La sonoluminiscencia en el laboratorio puede hacerse estable, para que una sola burbuja se expandiera y contraiga repitiéndose una y otra vez en un modo periódico, emitiendo un estallido de luz cada vez que colapsa. Para que esto ocurra, una onda acústica es ubicada dentro de un líquido, y la burbuja se ubica a un anti-nodo de presión en la onda estacionaria. Las frecuencias de resonancia dependen de la forma y tamaño del recipiente en que la burbuja se contiene. 
Los pequeños destellos de las burbujas son sumamente cortos, entre 35 y unos cientos de microsegundos, con las intensidades máximas del orden de 1-10 mW. 
Las burbujas son muy pequeñas cuando emiten el resplandor, cerca de 1 micrómetro de diámetro que depende del fluido ambiente (por ejemplo el agua) y el gas contenido en la burbuja (por ejemplo el aire atmosférico).

## Sonoluminiscencia y fusión
En algunas obras se relaciona la sonoluminiscencia con la fusión fría o la fusión localmente caliente en las burbujas producidas por los ultrasonidos. Experimentos recientes (2002, 2005) de un grupo liderado por Rusi Taleyarkhan, utilizando acetona deuterada muestran medidas de producción de tritio y neutrones consistentes con fusión; lo que querían realizar es hacer que la temperatura cuando la burbuja emita luz sea la más alta posible convirtiéndose así en un "mini sol" creando así una fusión en un entorno controlado. Sin embargo estas medidas no han podido ser reproducidas con éxito fuera del grupo de Taleyarkhan y permanecen controvertidas.